# Obizzo I d’Este
Oizzo I d’Este (zm. ok. 25 grudnia 1193) – markiz Este, początkowo wspólnie z braćmi Fulkiem [II] (zm. przed 1172) i Albertem (zm. po 10 kwietnia 1184). Od 1184 roku markiz Genui i Mediolanu. W latach 1177/1180-1181 podesta Padwy. Senior Ferrary w 1187 roku. Senior Rovigo w 1191 roku.

## Życiorys
Obizzo I był najmłodszym z pięciu synów Fulka I, markiza Este. Po śmierci ojca w 1128 roku wspólnie z braćmi Bonifacym, Fulkiem II i Albertem władał w Este. Chronica Parva Ferrarensis pod rokiem 1154 przynosi informację, że szlachta Ferrary zwróciła się z prośbą, by któryś z braci Este objął rządy nad Ferrarą. 27 października 1154 Bonifacy i Fulko [II], w imieniu swoim i swoich braci Alberta i Obizza, zawarli porozumienie z przedstawicielem starszej linii Estów, Henrykiem Lwem, księciem Saksonii, kwestionującym ich prawa do rodowych ziem we Włoszech. Porozumienie stwierdzało, że Henryk uznaje prawa wszystkich braci do ziem we Włoszech i tytułu markizów Este, ci zaś składają mu hołd lenny z ziem Este, Solesino, Arquada i Merendola, który będzie obowiązywał wszystkich ich zstępnych zarówno w linii męskiej jak i żeńskiej. Postanowienia umowy zostały powtórzone 6 stycznia 1160 roku pomiędzy kolejnym przedstawicielem niemieckich Estów, Welfem VI, księciem Spoleto, a Albertem i Obizzem I, działającymi w imieniu swoim i swego brata Fulka. Brak jakiejkolwiek wzmianki w dokumencie o Bonifacym, może sugerować, że w tym czasie został on odsunięty przez braci od władzy nad Este.
Bonifacy zmarł, jak wynika z donacji jego córek Marii i Aluisy przed 27 września 1167 roku, Fulko przed 1172 rokiem, a Albert po 10 kwietnia 1184 roku. W ten sposób cała władza nad Este przeszła stopniowo w ręce Obizza I. Zachowały się dokumenty: z 3 kwietnia 1170 roku, w którym Obizzo i Albert potwierdzają prawa własności klasztoru Santa Maria della Vangadizza; dotyczący sporu pomiędzy klasztorem San Benedetto di Polirone a braćmi Fulkiem, Albertem i Obizzem z 1171 roku; oraz zażegnujący spór z 28 stycznia 1173 roku pomiędzy klasztorem a Albertem i Obizzem.
W 1184 roku Obizzo I został mianowany przez cesarza Fryderyka I markizem Genui i Mediolanu. W latach 1177/1180-1181 pełnił funkcję podesty Padwy. W 1187 roku po śmierci Guilelma Marcheselle z rządzącej w Ferrarze rodziny Adelardi Obizzo został poproszony przez możnych o objęcie rządów nad Ferrarą. Przejął też wówczas majątek rodziny Adelardi. W 1191 roku został seniorem Rovigo.
Obizzo I był dwukrotnie żonaty. Z pierwszą nieznaną z imienia żoną miał syna Azza V zmarłego przed 1193 rokiem. Syn Azza V, a wnuk Obizza I, Azzo VI objął po śmierci dziadka władzę nad marchią esteńską.
Z drugą żoną Zofią da Landinara Obizzo I miał pięcioro dzieci:
- Gersendę
- Forę
- Adelajdę
- Tommasinę
- i Bonifacego[2].